# Donato del Conte

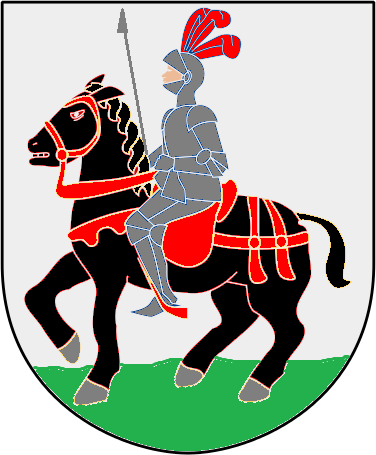
Stemma della famiglia Del Conte

Donato del Conte (Milano?, 1425 circa – Monza, maggio 1477) è stato un condottiero italiano, Signore di Vespolate, Corbetta e Castelleone.

## Biografia
Nato forse a Milano da Giampietro Borri e da Caterina Del Maino, il suo vero nome era Donato Borri detto "il conte" per essere stato sempre al fianco di Francesco Sforza, duca di Milano.
All'età di venti anni entrò al servizio di Francesco Sforza, partecipando all'assedio di Piacenza e alla battaglia di Caravaggio nel 1448. Nel 1453 viene catturato nel bresciano ed in seguito rilasciato dalla truppe del Gattamelata. Nel 1455 andò in aiuto dei senesi, assediato da truppe di Niccolò Piccinino. Nel 1460 si mise a disposizione per soccorrere il re Ferdinando I di Napoli impegnato contro gli Angioini ma fu fermato nel Lazio. Alla morte di Francesco Sforza nel 1466, Donato rivendicò al nuovo duca Galeazzo Maria più autonomia ed un ruolo di prestigio nell'esercito sforzesco. Il duca, su consiglio del fidato Cicco Simonetta, non gli concesso quanto richiesto. I contrasti non cessarono e agli inizi del 1467 il duca fece sequestrare il feudo di Vespolate, concesso a Donato da Francesco Sforza, che glielo restituì poco dopo. Partecipò, con Roberto Sanseverino d'Aragona contro Bartolomeo Colleoni nella battaglia della Riccardina. A novembre 1468, col grado di capitano generale della fanteria sforzesca, assediò Brescello e partecipò a tutte le campagne militari sforzesche. Nel dicembre 1476 venne assassinato a Milano il duca Galeazzo Maria Sforza. Nell'aprile del 1477 Donato fu inviato a Genova a combattere i Fieschi che si erano ribellati all'autorità ducale.
Nel maggio 1477 Donato venne arrestato e incarcerato a Monza. Fu fatto condannare da Cicco Simonetta per aver fatto parte di un presunto complotto volto ad uccidere la duchessa Bona di Savoia e compiere un colpo di Stato contro il figlio e duca Gian Galeazzo Maria Sforza. Probabilmente le accuse contro Donato sarebbero state un artifizio dello stesso Cicco, impegnato a consolidare il suo potere di ministro favorito facendo terra bruciata intorno a sé. Morì forse durante un tentativo di evasione, calandosi con un lenzuolo da una finestra della prigione.

## Discendenza
Ebbe un figlio verso il 1454, il quale fu come lui uomo d'arme e morì il 25 maggio 1482 a Ficarolo, all'età di 28 anni, nel corso della Guerra del Sale, quando "per la sua animosità" tentò di manomettere una bombarda nemica.